# فریتس کراتس
فریتس کراتس (آلمانی: Fritz Kraatz؛ ۴ فوریهٔ ۱۹۰۶ – ۱۵ ژانویهٔ ۱۹۹۲) بازیکن هاکی روی یخ، و پزشک اهل سوئیس بود.